# Sainte-Ruffine
Sainte-Ruffine è un comune francese di 554 abitanti situato nel dipartimento della Mosella nella regione del Grand Est.

## Società

### Evoluzione demografica
Abitanti censiti